# オリエンテ駅
オリエンテ駅（ポルトガル語: Gare do Oriente）はポルトガルのリスボンパルケ・ダス・ナソンイス地区にある鉄道駅。

## 概要
オリエンテ駅は1998年に開催されたリスボン国際博覧会（リスボン万博）の会場であったパルケ・ダス・ナソンイス地区に位置している。オリエンテ駅の開業も万博に合わせた1998年で、駅舎はサンティアゴ・カラトラバとスペインのゼネコンNESCO（現在のアクシオナ）が手掛けた。オリエンテ駅はリスボンメトロ赤線やポルトガル鉄道の近郊列車（アザンブジャ線・シントラ線）や長距離列車が乗り入れる拠点駅となっている。将来的にはスペインから延伸されてくる高速鉄道のターミナル駅になる予定である。

## 歴史
当駅の建設は1994年にノルテ線の近代化の一環として提案された。1998年のリスボン万博会に使用される土地に駅を建設する入札は国内外から募集され、1995年にスペインの建築家サンティアゴ・カラトラバが設計、NESCOが建設で決定した。
リスボン万博の開幕を記念する祝賀行事の一環として、1998年5月19日にポルトガル鉄道（駅施設・線路管理はInfraestruturas de Portugal）・リスボンメトロの駅が同時開業。 開業当時はポルトガル最大規模の駅となり、同年10月7日には大規模な新規建設プロジェクトの部門でブルネル賞を受賞した。

## 駅構造

### ポルトガル鉄道
高架駅。コンコース階及び東西自由通路にあたる地下1階・1階・2階部分はアーチ構造で支えられており、中間に柱のない広々とした空間を形成している。ホームは3階に位置し、4面8線を有する。

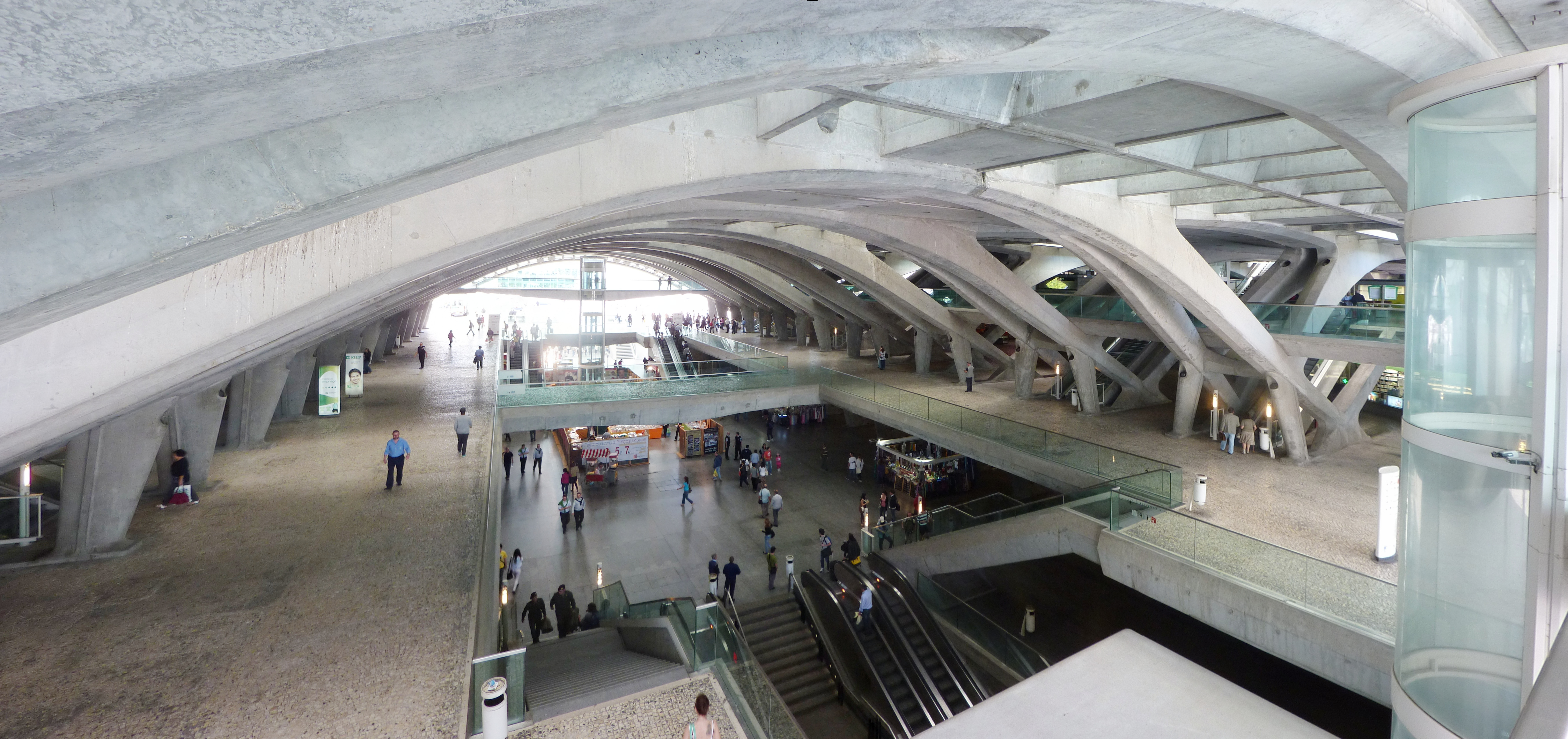
1F&B1Fコンコース
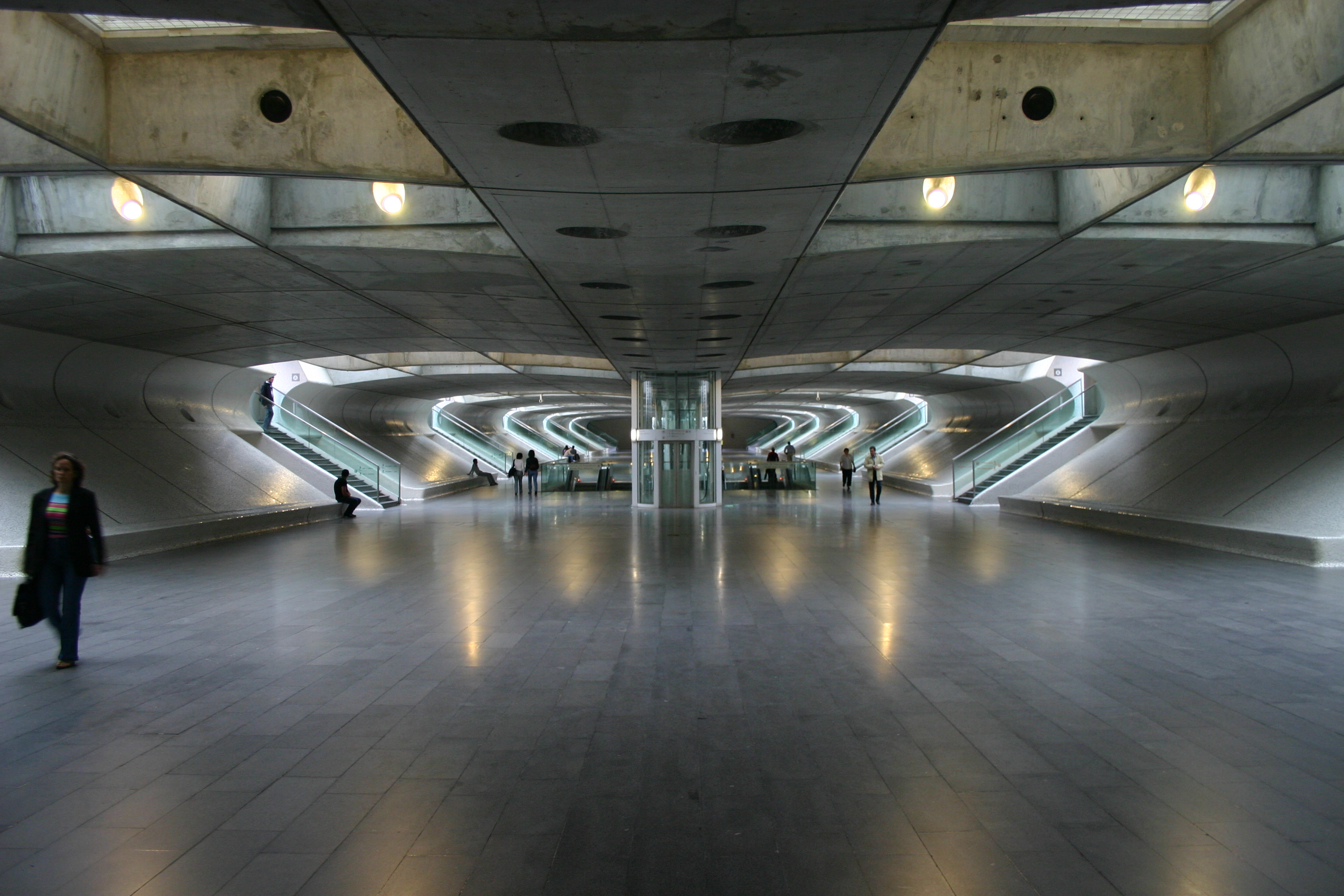
アンダーパス
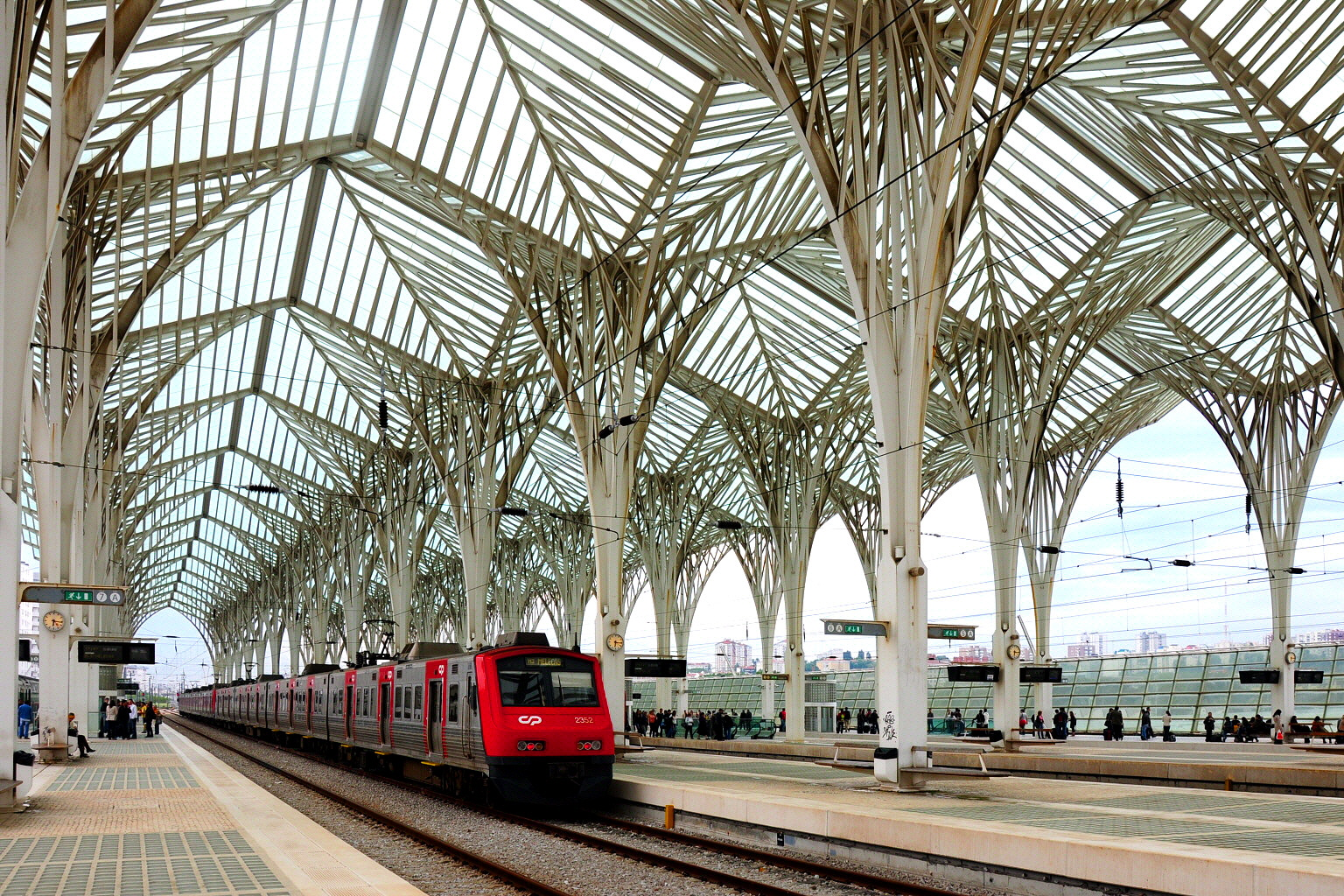
プラットホーム
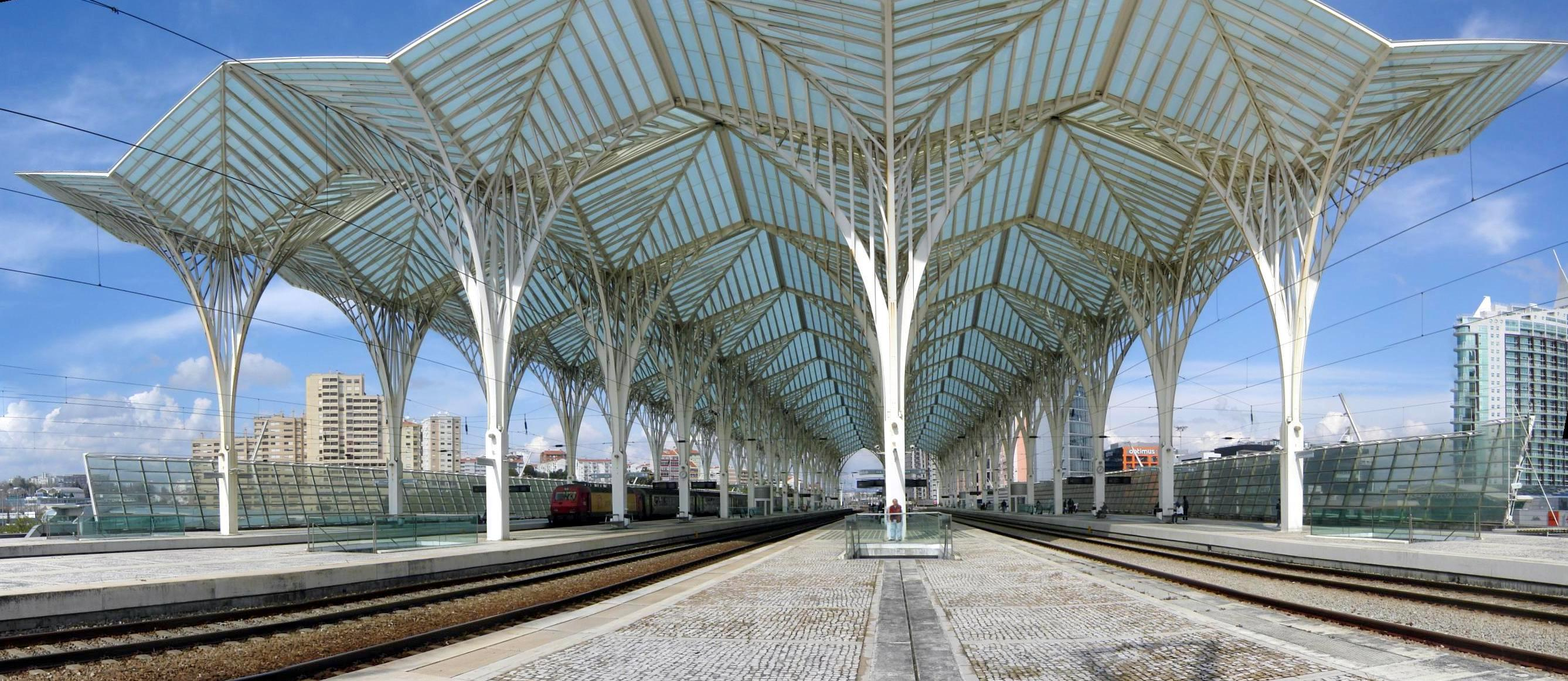
ホーム全景

### リスボンメトロ
ポルトガル鉄道の駅舎の地下2階に駅施設がある、相対式ホーム2面2線を有する地下駅。
駅構内の至る所にアートが飾られており、これらはアントニオ・セギ、アーサー・ボイド、エロ、フンデルトワッサー、草間彌生、ジョアキン・ロドリゴ、アブドゥライ・コナーテ、シーン・スキャリー、サイード・ハイダー・ラザ、ザオ・ウーキー、マグダレーナ・アバカノヴィッチが参加した作品である。

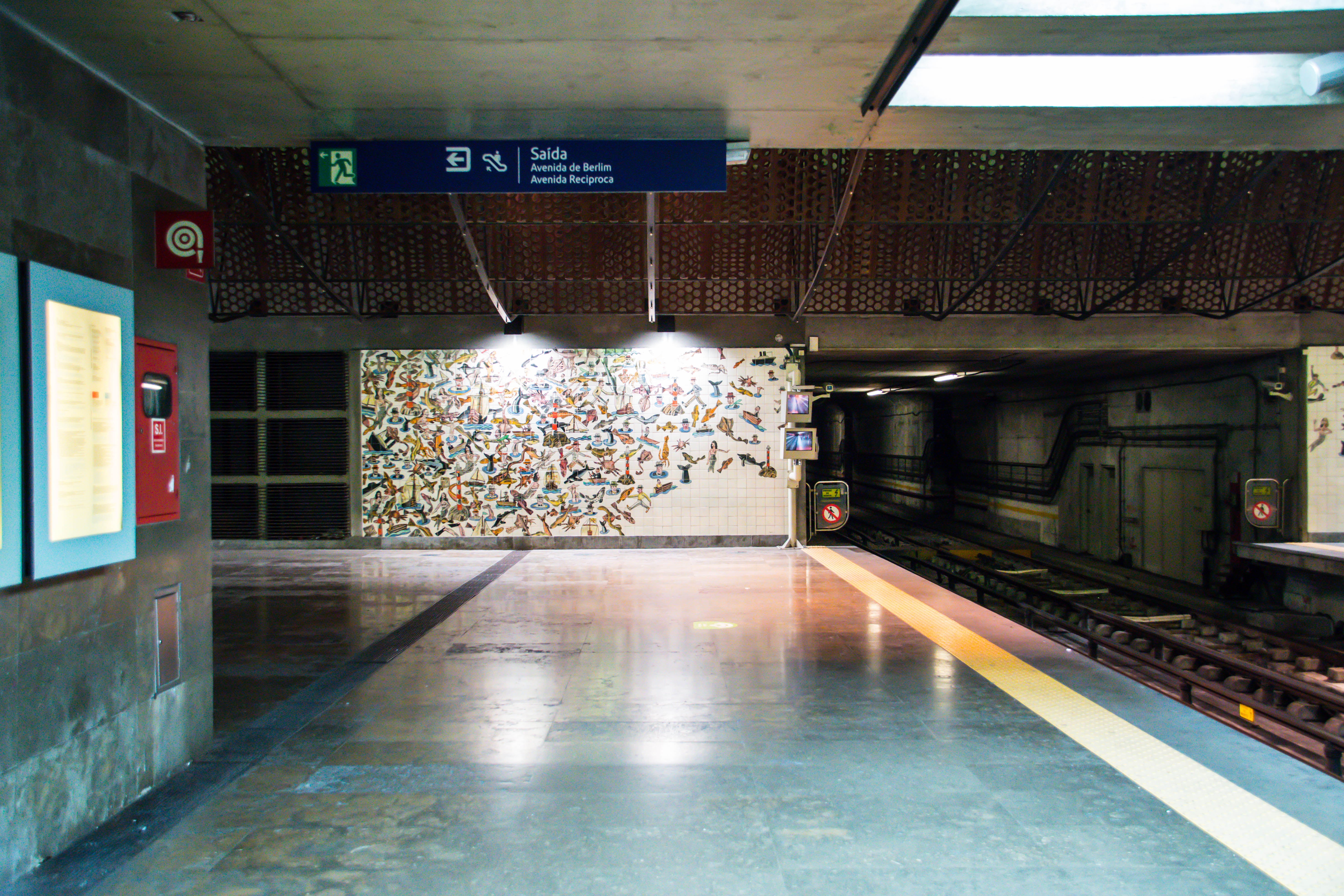
アントニオ・セギ（英語版、スペイン語版）の壁画
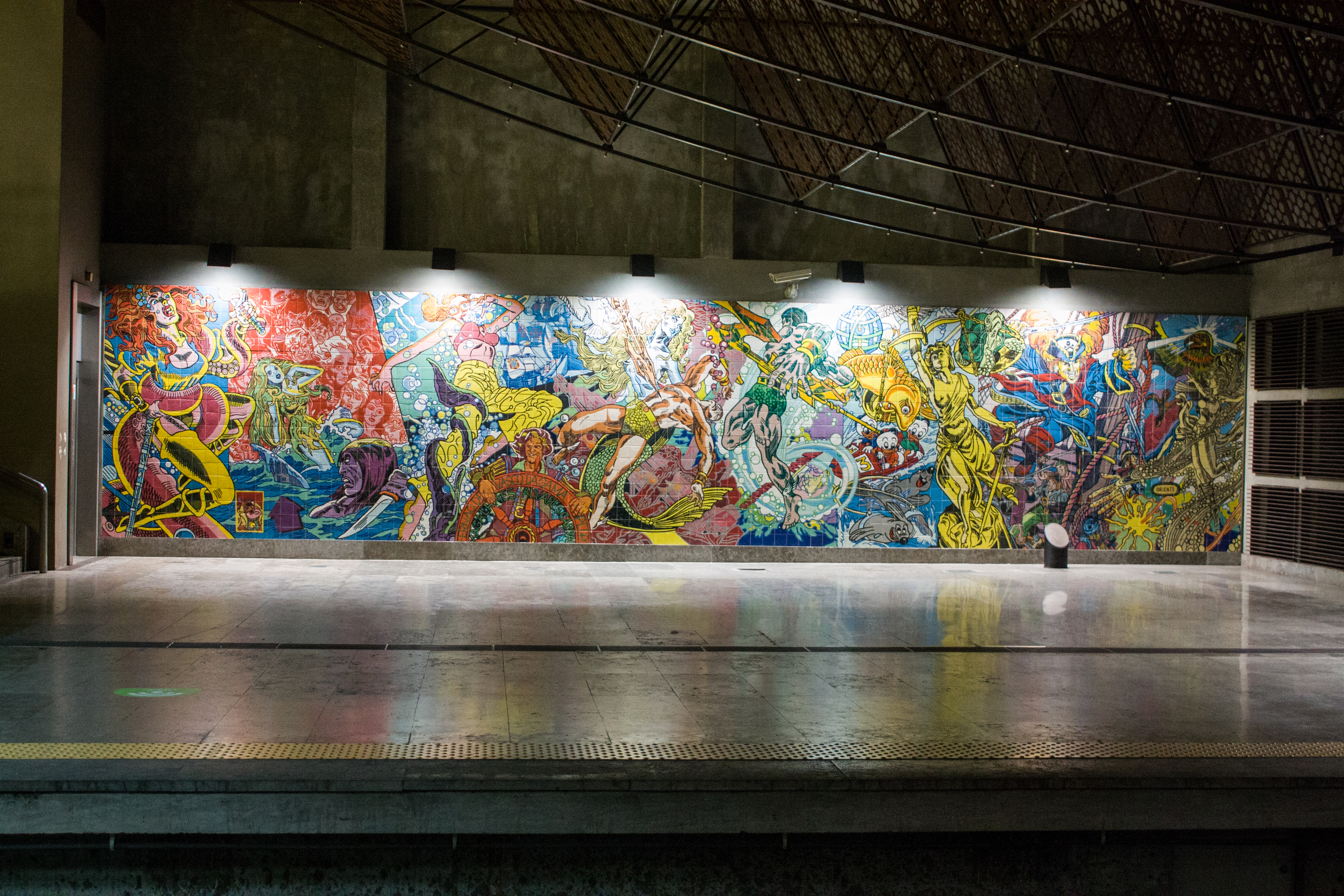
エロ（英語版）の壁画
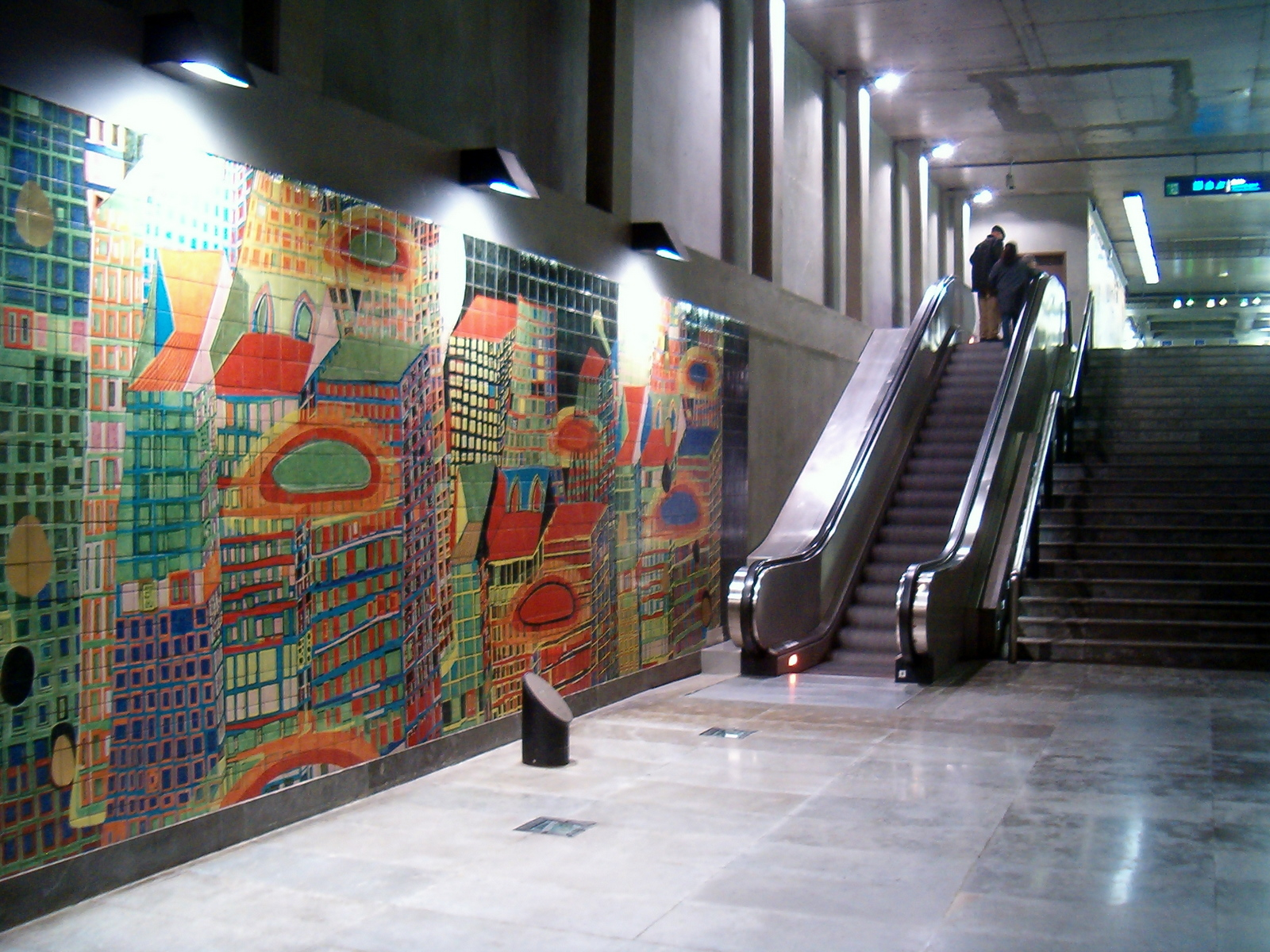
フンデルトワッサーの壁画
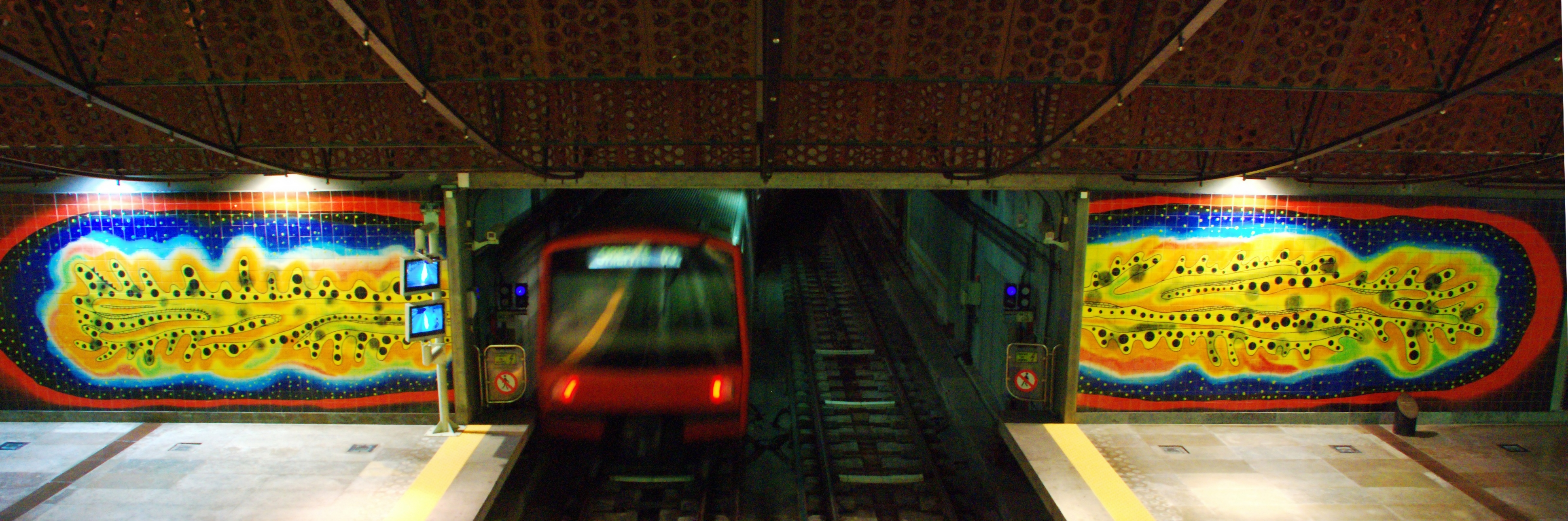
草間彌生の壁画
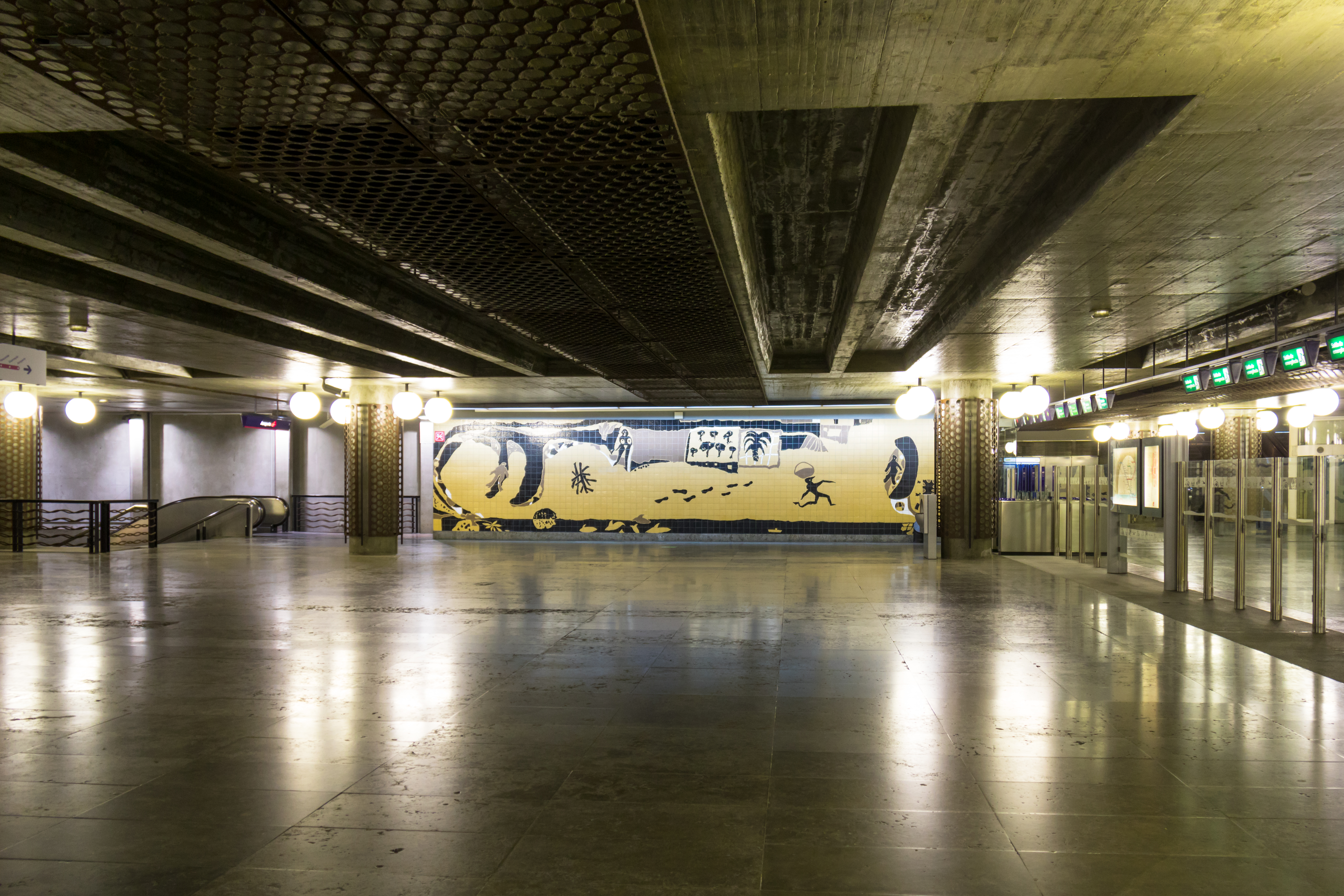
ジョアキン・ロドリゴ（ポルトガル語版）の壁画
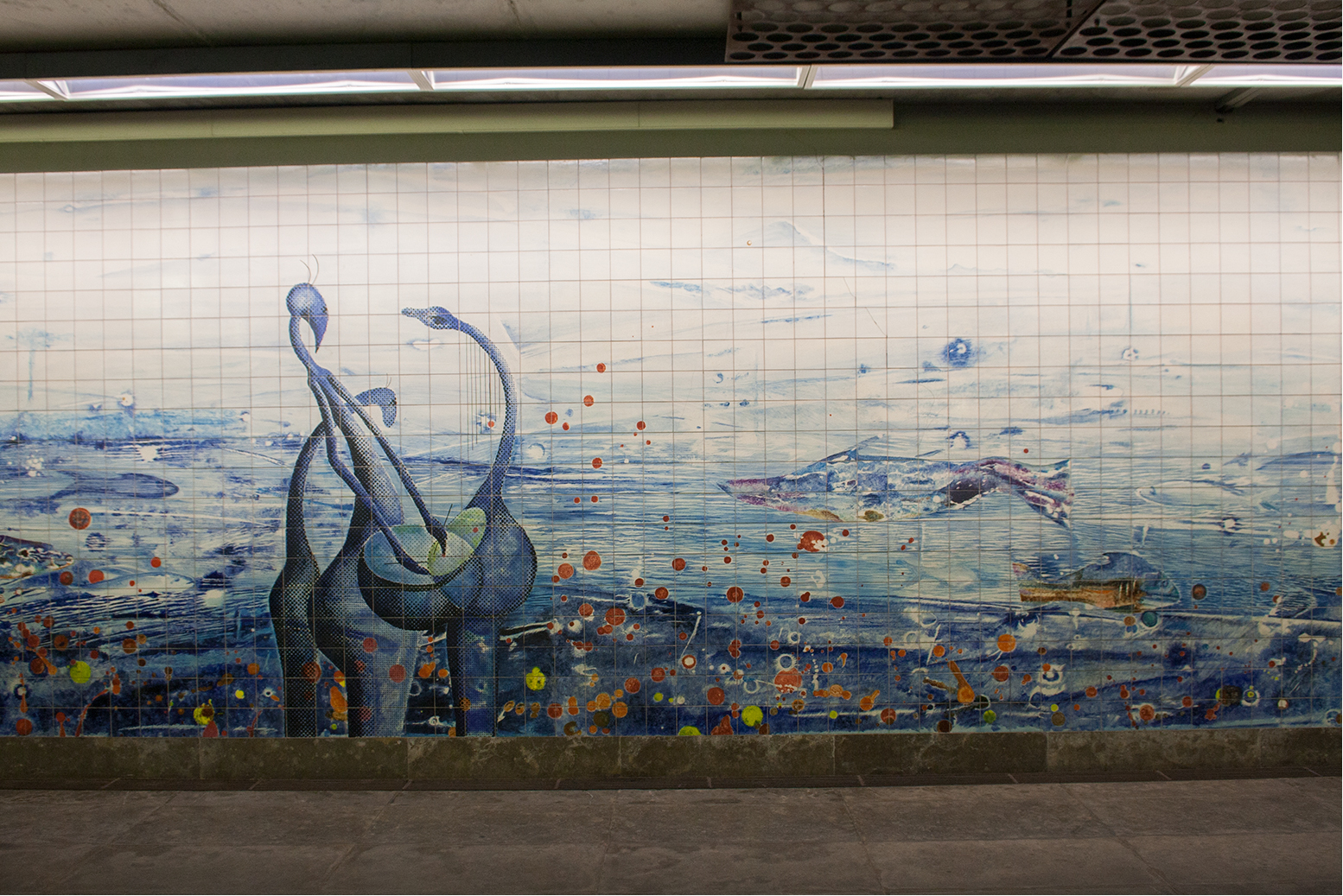
アブドゥライ・コナーテ（英語版）の壁画
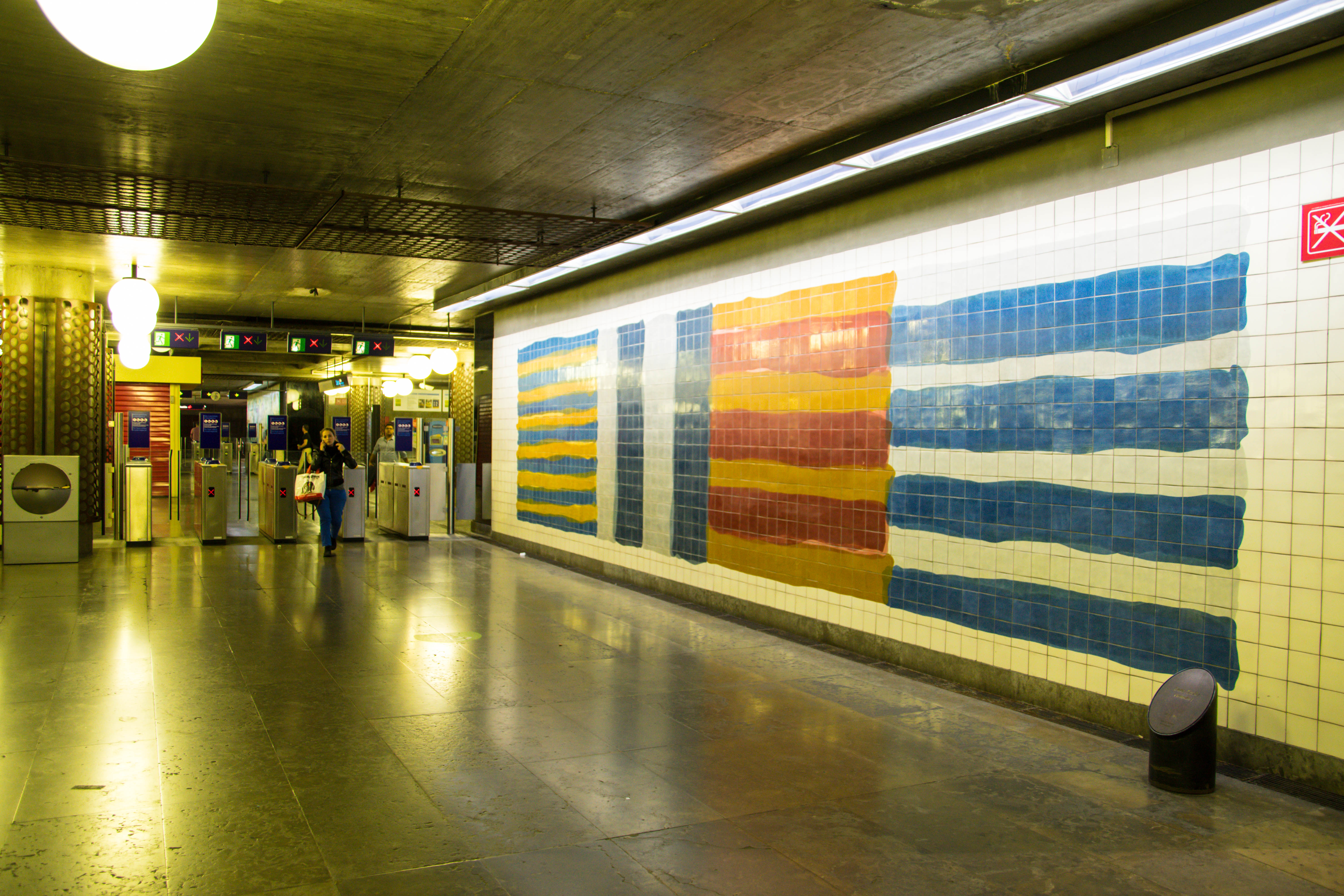
シーン・スキャリー（英語版）の壁画
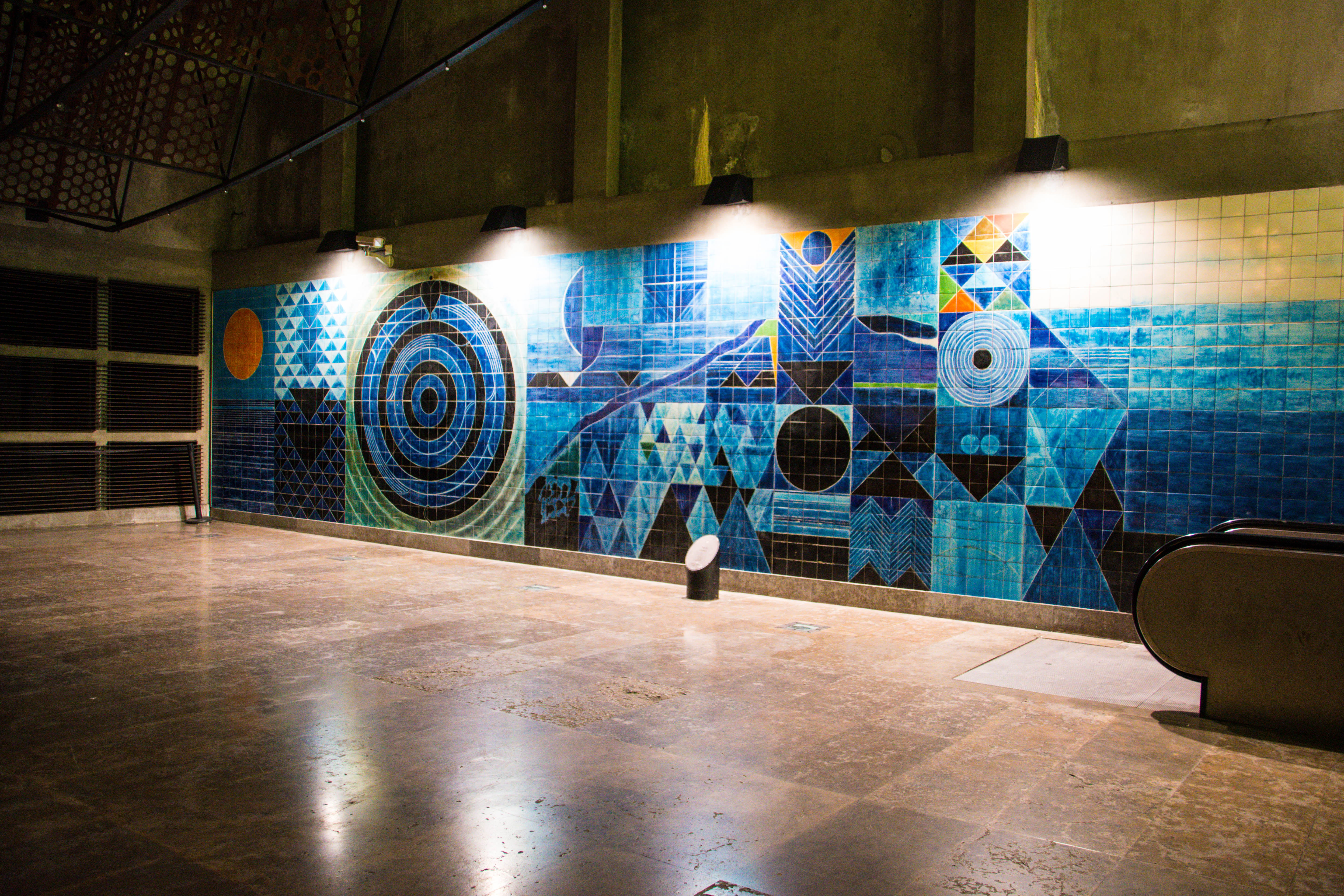
サイード・ハイダー・ラザ（英語版）の壁画
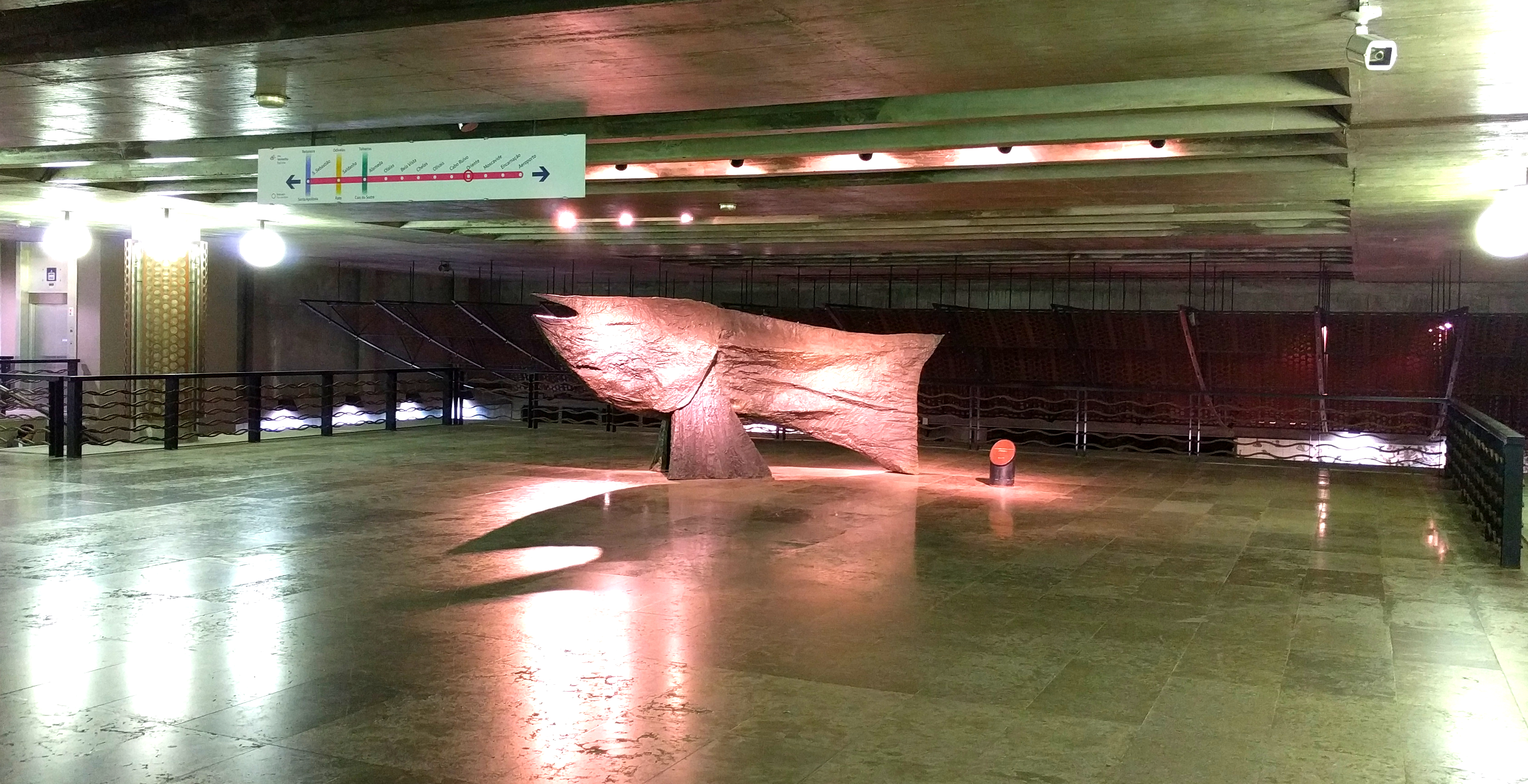
マグダレーナ・アバカノヴィッチの魚の彫刻

## 駅周辺
- セントロ・バスコ・ダ・ガマ（ポルトガル語版）
- アトランティコ・パビリオン
- リスボン国際見本市（ポルトガル語版）
- バスコ・ダ・ガマ・タワー（ポルトガル語版、英語版）
- ガルシア・デ・オルタ庭園（ポルトガル語版）
- ポルトガルパビリオン（ポルトガル語版）
- カジノ・リスボン（ポルトガル語版、英語版）
- 知識パビリオン（ポルトガル語版）
- リスボン水族館
- FLiXBUSバスターミナル

## 隣の駅
ポルトガル鉄道
アルファ・ペンドゥラール
エントレカンポス駅/サンタ・アポローニャ駅 - オリエンテ駅 - コインブラB駅/サンタレン駅
インテルシダーデ
エントレカンポス駅/サンタ・アポローニャ駅 - オリエンテ駅 - ヴィラ・フランカ・デ・シーラ駅
インターレギオナル
サンタ・アポローニャ駅 - オリエンテ駅 - ヴィラ・フランカ・デ・シーラ駅
CPレギオナル
サンタ・アポローニャ駅/ブラソ・デ・プラタ駅 - オリエンテ駅 - ヴィラ・フランカ・デ・シーラ駅/アルバーカ駅/ポーヴォア駅/モスカヴィデ駅
 アザンブジャ線、 シントラ線
モスカヴィデ駅 - オリエンテ駅 - ブラソ・デ・プラタ駅
リスボンメトロ
 赤線
カボ・ルイヴォ駅 - オリエンテ駅 - モスカヴィデ駅